# Esquías (ort)
Esquías är en ort i Honduras.   Den ligger i departementet Departamento de Comayagua, i den centrala delen av landet, 70 km norr om huvudstaden Tegucigalpa. Esquías ligger 742 meter över havet och antalet invånare är 1 339.
Terrängen runt Esquías är huvudsakligen kuperad, men åt sydost är den platt. Runt Esquías är det glesbefolkat, med 18 invånare per kvadratkilometer. Närmaste större samhälle är Minas de Oro, 7,6 km norr om Esquías.  